# Dear Monsters
Dear Monsters ist das dritte Studioalbum der US-amerikanischen Metal-Band Bad Wolves. Das Album wurde am 29. Oktober 2021 über Better Noise Music veröffentlicht.

## Entstehung
Nachdem die Band wegen der COVID-19-Pandemie ihre für 2020 angesetzten Tourneen verschieben oder ganz absagen mussten, begann Schlagzeuger John Boecklin im Frühjahr 2020 mit dem Songwriting für ein neues Album. Gitarrist Doc Coyle brauchte nach dem Tod seiner Mutter länger, um wieder neue Musik schreiben zu können. Im Januar 2021 trennte sich die Band von ihrem bisherigen Sänger Tommy Vext. Sein Nachfolger wurde Daniel Laskiewicz, der unter anderem zuvor bei The Acacia Strain spielte. Laskiewicz arbeitete bereits bei dem Lied The Consumerist vom Vorgängeralbum N.A.T.I.O.N. mit den Bad Wolves zusammen.
Als Laskiewicz zur Band stieß wäre das Album zu 60 Prozent fertig gewesen. Die Band griff mit Josh Gilbert und Drew Fulk auf zwei externe Songwriter zurück. Produziert wurde Dear Monsters von John Boecklin und Josh Gilbert. Für die Lieder Lifeline und If Tomorrow Never Comes wurden Musikvideos gedreht. Wenige Tage vor der Albumveröffentlichung startete die Band eine interaktive Onlinekampagne. An jedem Tag wird eine neue Grafik, die vom Albumcover inspiriert ist, zu sehen sein. Auf dieser Grafik sind Wölfe versteckt. Werden diese gefunden bekommt man die Gelegenheit, ein neues Lied zu hören.

## Hintergrund
Laut John Boecklin ist das Album eine Art Brief an die Fans der Band, speziell an jene, die nach dem Sängerwechsel große Bedenken hatten. Der Albumtitel ist Boecklin mitten in der Nacht eingefallen, als er aus einem Traum erwachte. Das Albumcover zeigt das Bild eines echten Wolfes durch ein rotes Nachtorientierungslicht und stellt laut John Boecklin den Übergang von cartoonhaftigen zu erwachsenen Wölfen dar. Er ergänzte, dass das Motiv wie ein Statement der Neugierde wirkt. Daniel Laskiewicz meinte, dass das Albumcover auf eine neue Ära der Bandgeschichte schließen lässt.
Die erste Singleauskopplung Lifeline handelt laut dem Schlagzeuger John Boecklin von den „Höhen und Tiefen einer Karriere“. Manchmal „wäre man an der Spitze, manchmal bräuchte man einen Rettungsanker“ und man würde merken, dass man dies „nicht alleine schaffen könne“. Comatose beschrieb John Boecklin als sarkastischen Blick auf die Drogen- und Alkoholeskapaden in Los Angeles. In dem Lied If Tomorrow Never Comes wird die Frage gestellt, wie man sich an einen Menschen erinnern würde, wenn er plötzlich sterben würde. Das Lied soll den Hörer davon abhalten, schlechte Entscheidungen zu fällen.
Springfield Summer erzählt davon, eine Kleinstadt zu verlassen. Sowohl John Boecklin als auch Daniel Laskiewicz stammen aus der Stadt Springfield in Massachusetts. In the Middle wurde vom Gitarristen Doc Coyle geschrieben und ist eine Hommage an seine Eltern, die beide während des Entstehungsprozesses des Albums verstorben sind.

## Rezeption

### Rezensionen
Raphael Siems vom deutschen Magazin Metal Hammer schrieb, dass sich die Bad Wolves mit ihrem dritten Album „endgültig in der Szene etablieben würden“. Der „eigenartige Mix aus neutralem Standard-Rock und einer entgegengesetzten Härte“ würde „regelmäßig für Überraschungsmomente sorgen“. Die Bad Wolves wären eine „gute Band“, die ein „gutes Album“ veröffentlicht hat. Siems vergab fünf von sieben Punkten. Ronny Bittner vom deutschen Magazin Rock Hard bescheinigte der Band, ein „gutes Gespür für groovige Riffs und eingängige Hooklines“ zu haben. Diese würden weiterhin „penetrant auf Radioeinsatz getrimmt“ werden. Mit ihrem „schablonenhaften Songwriting“ können sie „nur wenige eigene Akzente setzen“. Bittner vergab sieben von zehn Punkten. David Hune vom SLAM alternative music magazine sieht in dem Album „trotz widriger Umstände“ ein in seiner Gesamtheit gelungenes Rockalbum, das verglichen mit seinen Vorgängern einen roten Faden besitze. Er vergab acht von zehn Punkten.

### Chartplatzierungen
| ChartsChartplatzierungen | Höchstplatzierung | Wochen |
| ------------------------ | ----------------- | ------ |
| Deutschland (GfK)        | 94 (1 Wo.)        | 1      |
| Schweiz (IFPI)           | 83 (1 Wo.)        | 1      |